# Crawler-Transporter

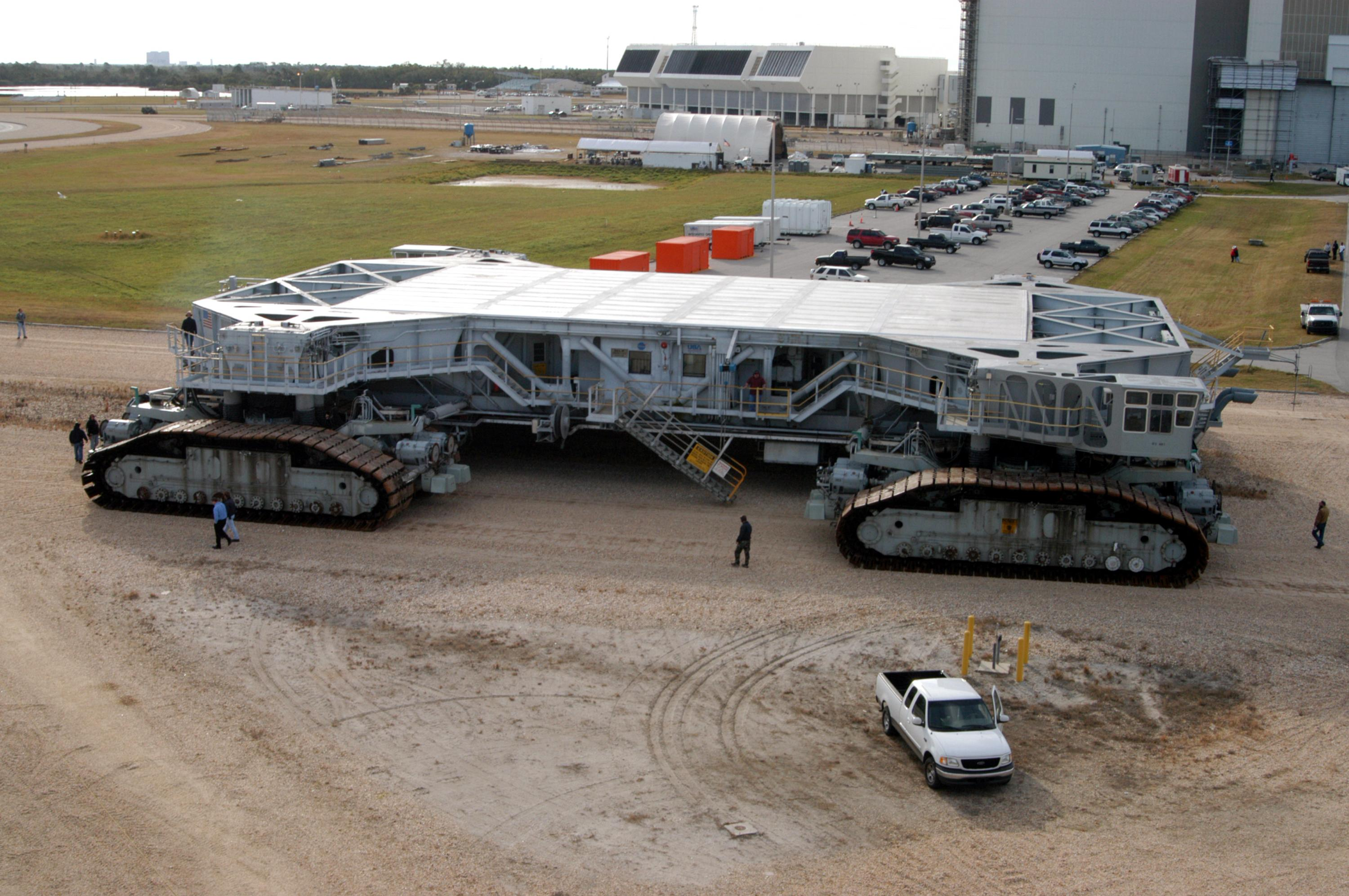
Einer der beiden Crawler-Transporter

Die Crawler-Transporter (offizielle englische Bezeichnung: Missile Crawler Transporter Facilities) sind zwei Gleiskettenfahrzeuge für den Transport von Raketen auf den Mobile Launcher Platforms vom Vehicle Assembly Building (VAB) der NASA entlang des Crawlerway zu den Startplätzen 39A und B des Kennedy Space Center.
Die Crawler übertreffen mit ihren Ausmaßen die bis dahin größten Fahrzeuge wie die Kohleschürfbagger, sie gelten als die größten und schwersten selbstfahrenden Bauwerke der Welt.  Zwar sind einige Schaufelradbagger wie der Bagger 288 größer, jedoch wird diesen die zum Betrieb notwendige Energie von Außen zugeführt. Beide Crawler wurden am 21. Januar 2000 in die Liste des National Register of Historic Places der USA aufgenommen.

## Einsatz

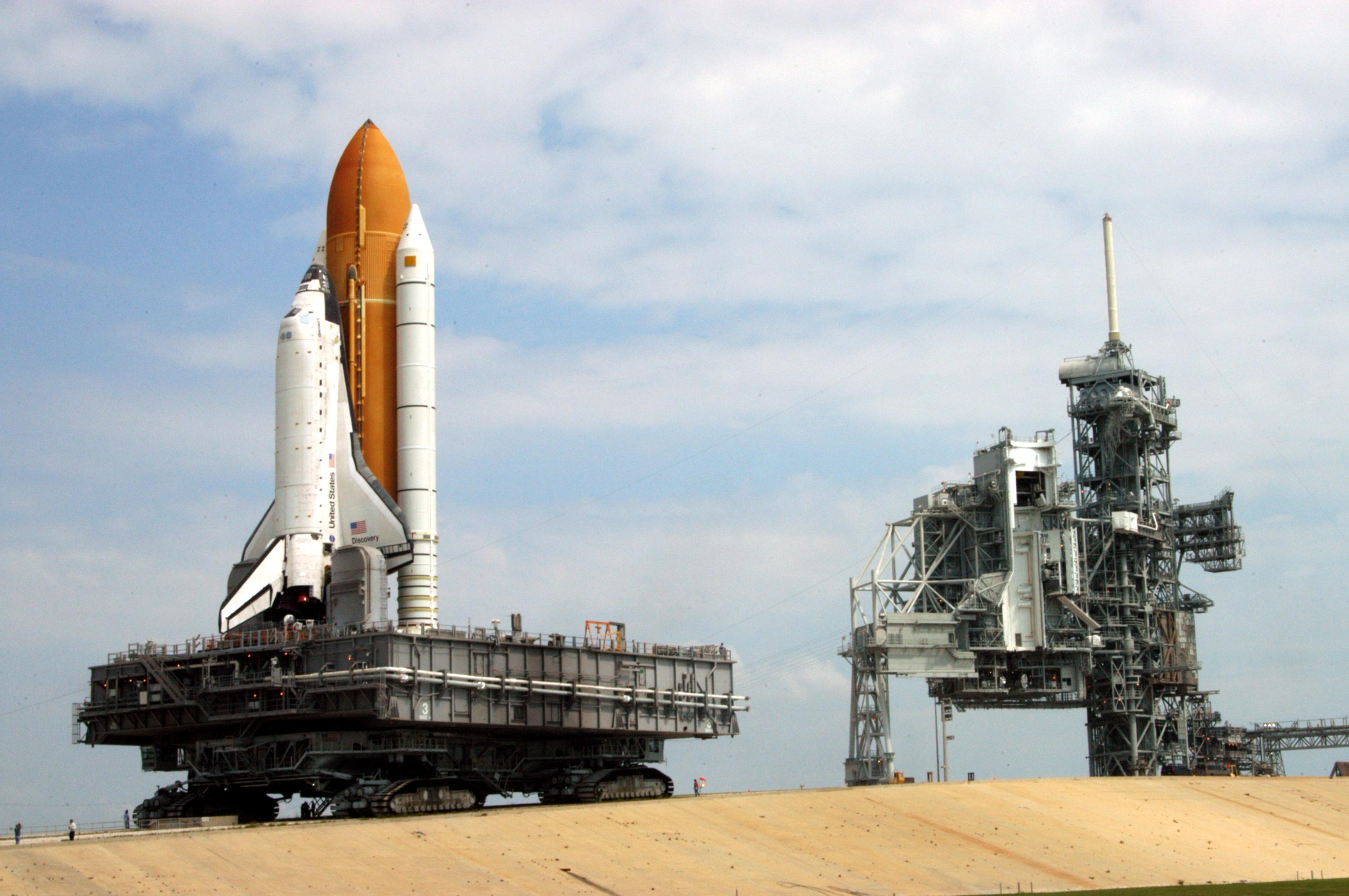
Ein Crawler transportiert das Space Shuttle Discovery für den Flug STS-114 samt mobilem Starttisch zur Startrampe 39B

Große Raketen und das Space Shuttle wurden bereits in der Montagehalle (Vehicle Assembly Building oder VAB) auf einem mobilen Starttisch montiert. Bei einigen Raketen wie etwa der Saturn V wird bzw. wurde auch der Versorgungsturm auf dem Starttisch montiert. Anschließend wird der Crawler in der Montagehalle unter den Starttisch gefahren. Durch anheben der Crawlerplattform wird der Starttisch aufgenommen. Während der Fahrt zur Startrampe versorgt der Crawler die Startplattform samt Rakete und Startturm mit Energie. Der Startplatz wird lasergesteuert angesteuert, die Plattform ausgerichtet und abgesetzt. Anschließend fährt der Crawler auf eine Warteposition außerhalb des Sicherheitsbereichs zurück, für den Fall, dass Startvorbereitungen oder der Start selbst abgebrochen und die Rakete wieder in die Montagehalle zurückgebracht werden muss.

## Technik

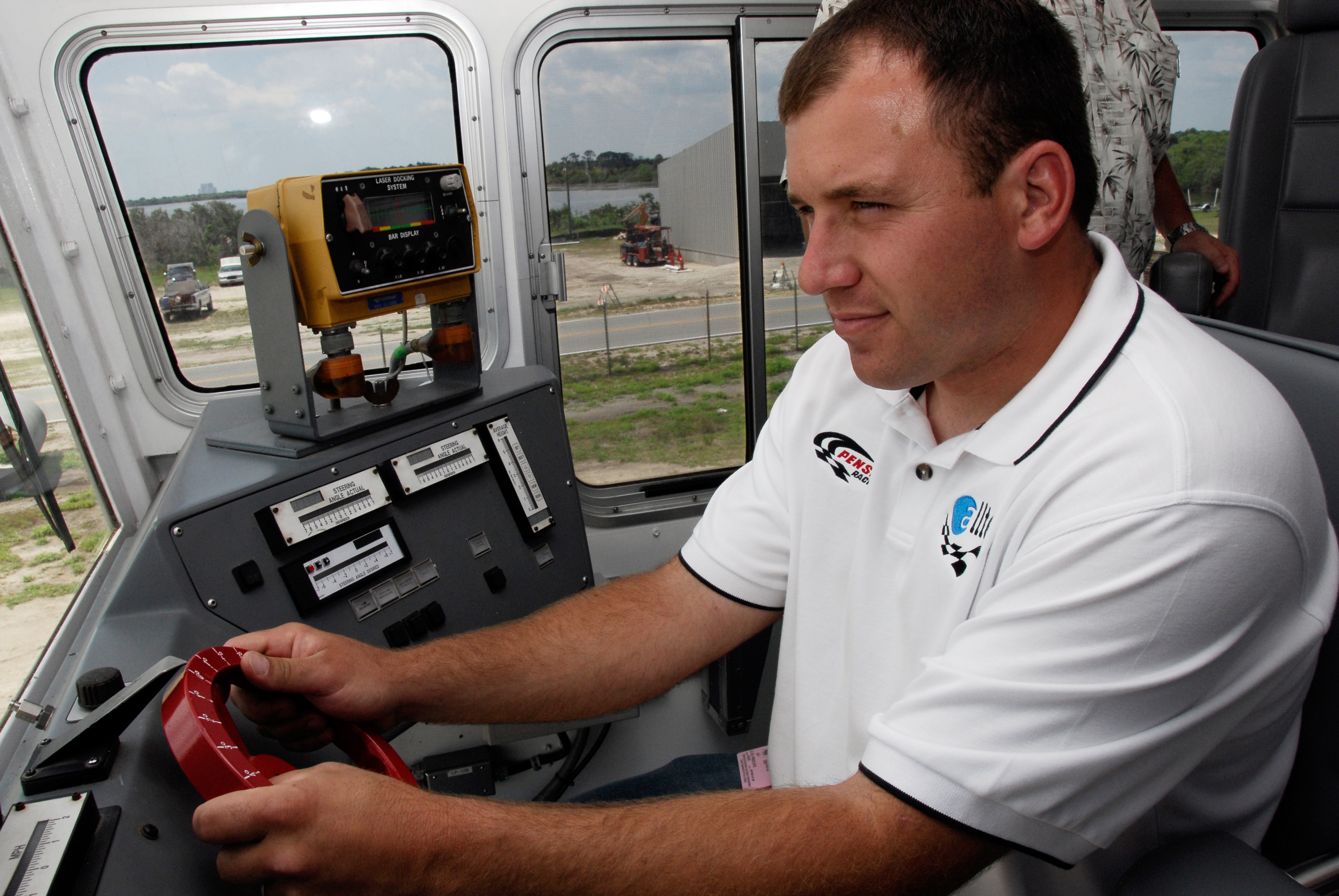
Fahrer am Lenkrad eines Crawlers

Jeder der Crawler-Transporter ist 40 m lang und 35 m breit, bei einer Höhe von 7,6 m und einer Eigenmasse von 2721 t. Sie rollen auf acht Kettenlaufwerken, je einem Paar an seitlichen Auslegern an den Fahrzeugecken. Jede der Ketten besteht aus 57 Gliedern mit einem Gewicht von jeweils 900 kg. Angetrieben werden die Ketten von 16 Elektromotoren mit je 280 kW. Das Lenken der Fahrzeuge erfolgt durch drehen der Laufwerkpaare mittels Hydraulikzylinder. Die Stromversorgung der 16 Antriebsmotoren übernehmen zwei ALCO-251C-16-Zylinder-Dieselgeneratoren mit je zwei Gleichstromgeneratoren mit je 1000 kW Leistung. Zwei Cummins 16-Zylinder-Dieselgeneratoren mit je 1500 kW versorgen Hydrauliksteuerung, Beleuchtung und Bordsysteme mit Wechselstrom. Zwei weitere Dieselgeneratoren mit je 150 kW dienen zur Versorgung der Nutzlast (Startplattform, Rakete und Startturm) während des Transports mit Wechselstrom.

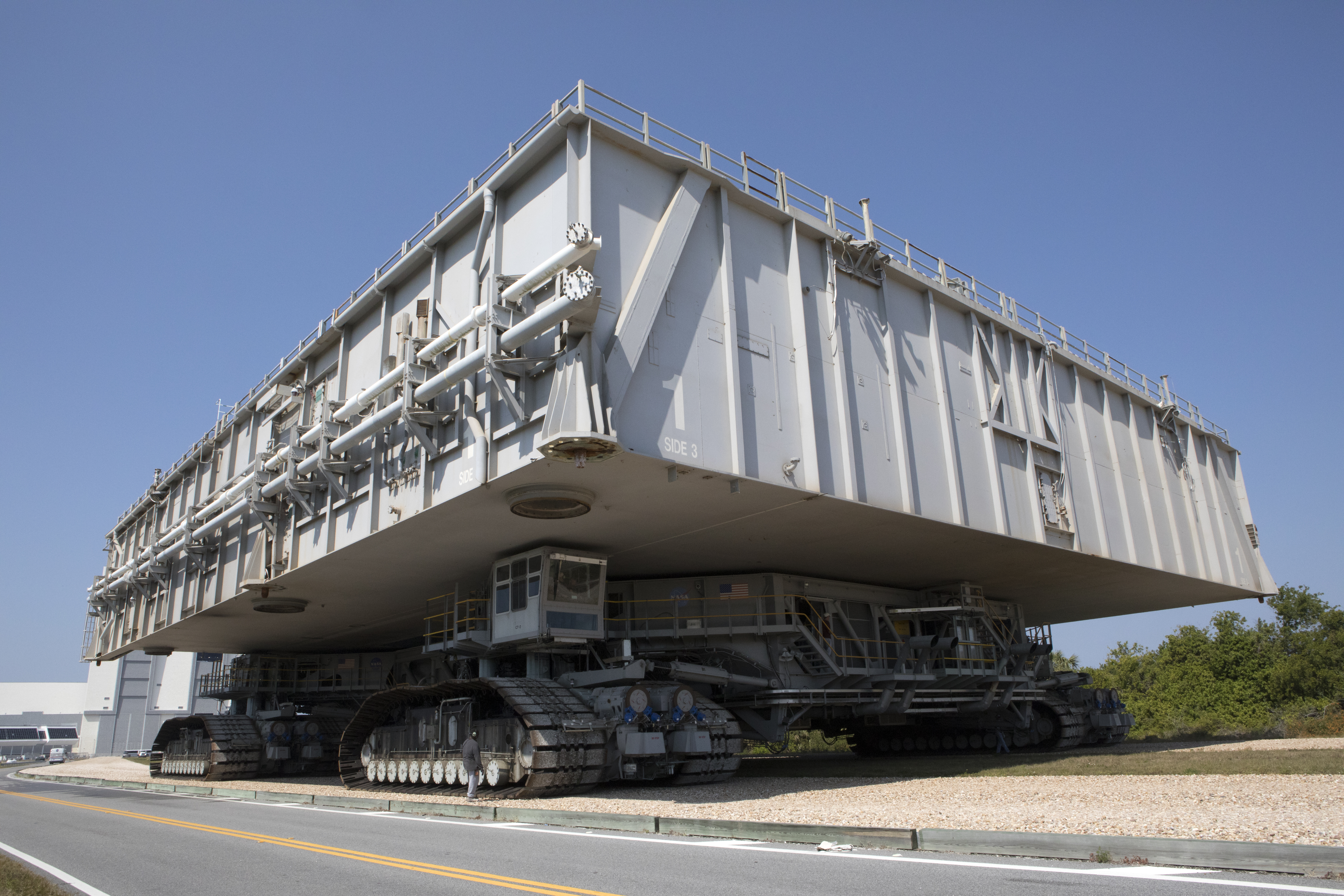
Einer der beiden Crawler-Transporter, beladen mit dem Mobilen Starttisch (MLP)

Auf dem Chassis der Crawler mit Maschinenräumen und Kontrollraum befindet sich eine Plattform mit vier Aufnahmepunkten für die Nutzlast. Die Oberfläche der Plattform lässt sich mittels hydraulischen Nivellierungssystemen von 6,1 bis 7,9 m über dem Boden anheben, um die Nutzlast aufnehmen und absetzen zu können. Das lasergesteuerte Nivelliersystem ist zudem in der Lage, während der Fahrt Bodenunebenheiten oder Steigungen von bis 5 % mit einer Genauigkeit von 10 Winkelminuten auszugleichen, was etwa 0,16° oder 30 cm an der Spitze der 110 m hohen Saturn-V-Rakete entsprach. Die Steuerung des Crawlers und das Ausrichten der Startplattformen an den Startrampen vor dem Absetzen erfolgen ebenfalls lasergesteuert.
Bedient werden die Crawler von einer rund dreißigköpfigen Crew aus Ingenieuren und Technikern. Gefahren werden sie von einem Kontrollraum im Chassis und gelenkt von zwei diagonal an den jeweils in Fahrtrichtung rechten Ecken angeordneten Fahrständen, was direktes Vorwärts- und Rückwärtsfahren ermöglicht, ohne dass das Fahrzeug dazu gewendet werden muss. Die Höchstgeschwindigkeit liegt beladen bei 1,6 km/h, unbeladen bei 3,2 km/h. Die durchschnittliche Fahrzeit vom VAB entlang des Crawlerway zum Launch Complex 39 beträgt ungefähr fünf Stunden. Die Kraftstofftanks der Crawler fassen je 19.000 Liter Diesel, der Verbrauch liegt bei 353 Liter pro Kilometer.

## Geschichte
Die zwei Transporter wurden von der Marion Power Shovel Company und Rockwell International entwickelt und hergestellt, ursprünglich für den Transport der Saturn-IB- und der Saturn-V-Raketen. Die Fahrzeuge wurden in vorgefertigten Komponenten zum Kennedy-Space-Center geliefert und vor Ort montiert. Die Gesamtkosten betrugen 14 Mio. US-Dollar.

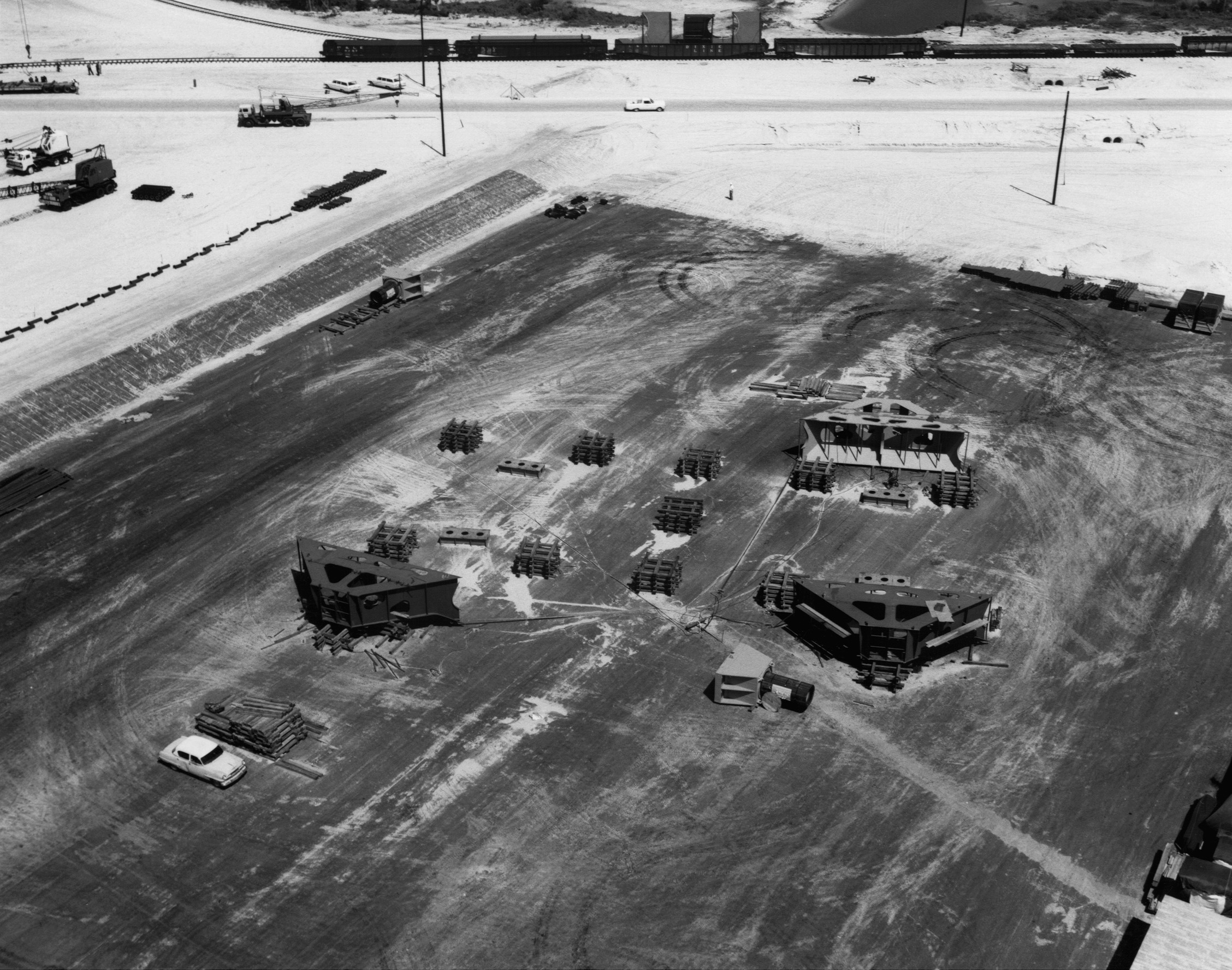
Vorbereitungen zur Montage eines Crawlers am Kennedy Space Center, hier drei Ausleger der Kettenlaufwerke
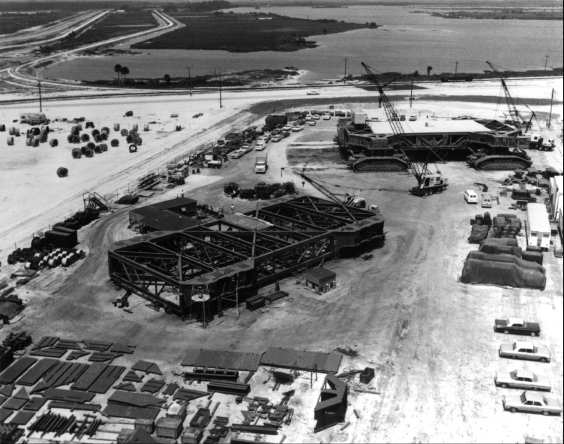
Montage des Chassis des zweiten Crawlers 1965
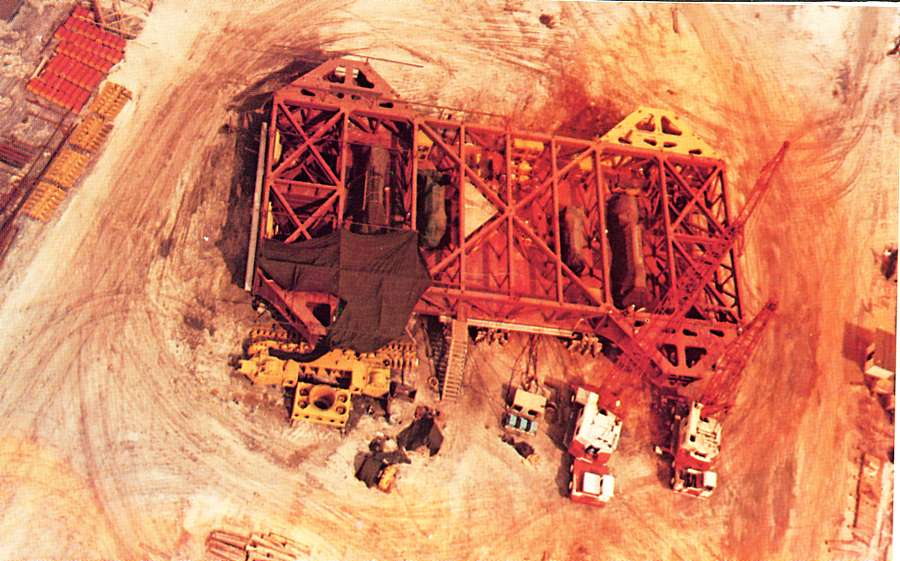
Ein weitgehend montierter Crawler mit vier eingesetzten Dieselgeneratoren Mitte 1964
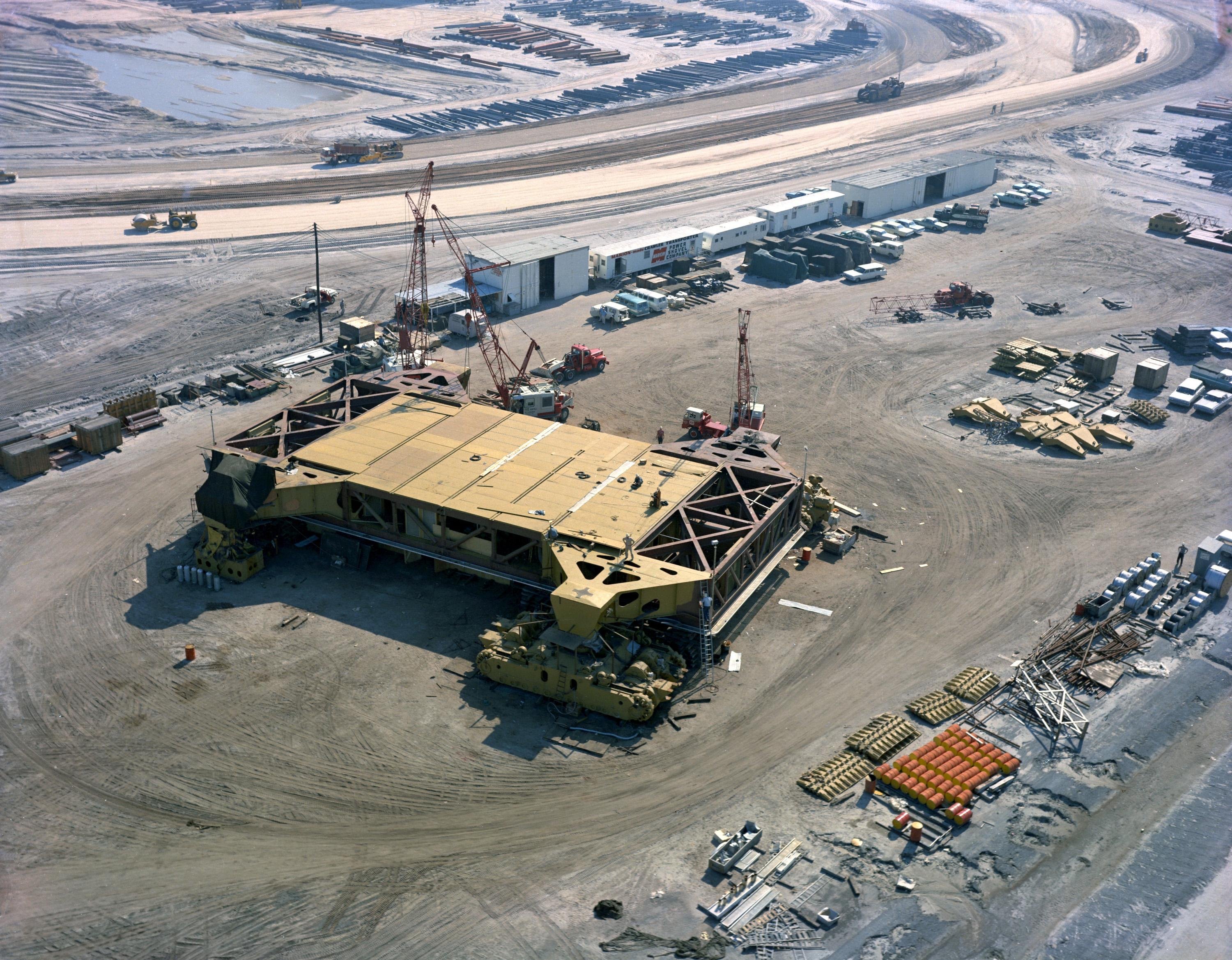
Ein Crawler vor der Fertigstellung 1964

Seit ihrer Indienststellung im Jahr 1965 sind die inoffiziell „Hans“ und „Franz“ genannten Crawler am Kennedy Space Center stationiert. Der erste Einsatz war am 25. Mai 1966, als eine Saturn-V-Attrappe mit entsprechender Größe und Masse von der Montagehalle zum Startplatz transportiert wurde. Nach den Apollo-, Skylab- und Apollo-Sojus-Programmen wurden sie von 1981 bis 2011 für die Transporte der Space Shuttles genutzt. Bis 2004 legten sie eine Strecke von insgesamt mehr als 5500 km zurück.
2003 wurden beide Crawler grundlegend technisch modernisiert, sie erhielten neue Motorenleitstände, Hydraulikpumpen, Kühlsysteme für Motoren und Maschinenraumbelüftungen. Dabei wurden auch die Elektroinstallation und die Kabinen der Fahrstände ausgetauscht. 2012 bis 2017 wurde Crawler 2 modernisiert und als „Super-Crawler“ auf die gestiegenen Anforderungen der wesentlich schwereren Rakete Space Launch System angepasst. Dabei wurden relevante Strukturen des Fahrzeugs verstärkt, leistungsfähigere Wälzlager samt Schmiersystem, größere Hydraulikzylinder zum Anheben und Nivellieren des Chassis und leistungsfähigere Bremsen. Ebenso wurden Lenkarme und Steuerzylinder der Kettenlaufwerke und die Getriebe der 16 Antriebsmotoren überholt. Die alten White-Superior 8-Zylinder 794-kW-Dieselgeneratoren für die Versorgung der Bordsysteme wurden durch zwei Cummins 480-Volt-Dieselgeneratoren mit 1500 kW ersetzt. Durch diese Maßnahmen wurde die Tragfähigkeit von 5400 auf 8200 t erhöht. Es ist geplant, Crawler 2 damit mindestens bis in die Mitte der 2030er Jahre einsatzfähig zu halten.

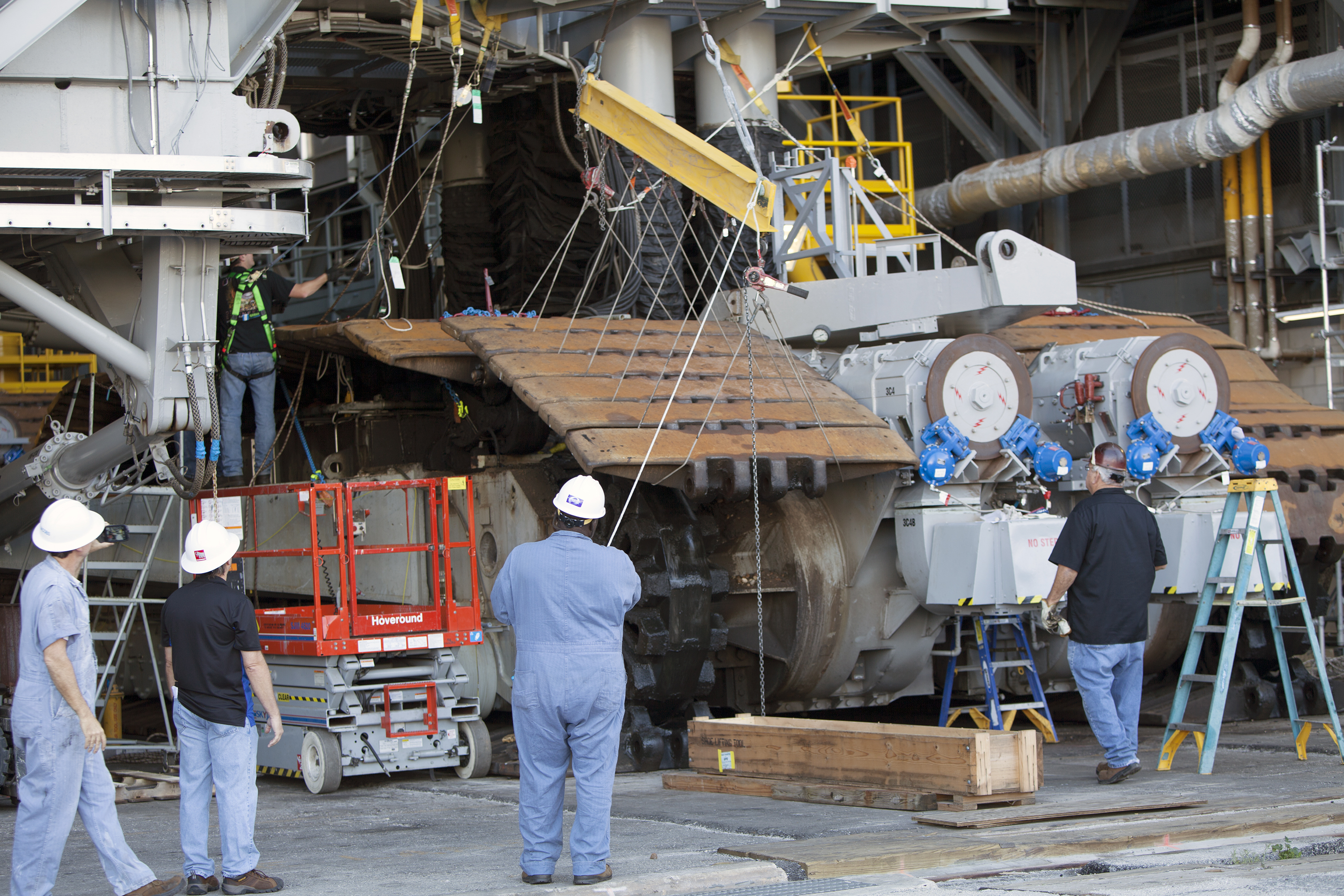
Demontage der Kette für die Wartung des Getriebes. Zwischen den beiden Kettenlaufwerken sind zwei Antriebsmotoren mit Bremsscheiben angebracht.
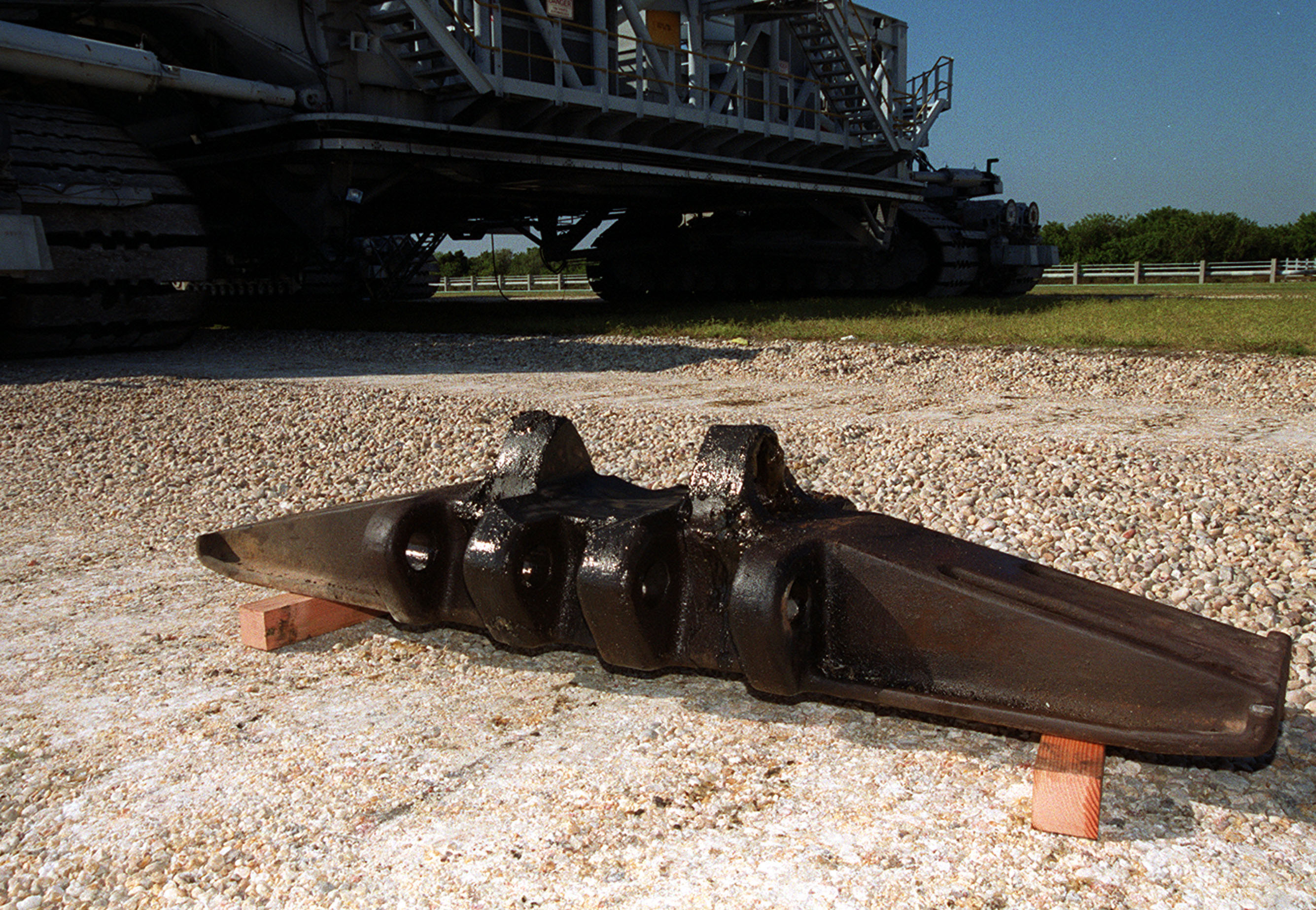
Ein demontiertes Kettenglied, bei dem ein Riss festgestellt wurde

Crawler 1 wird weiterhin für den Transport von kleineren Raumfahrzeugen von kommerziellen Betreibern eingesetzt.

## Galerie

Crawlerway-Abzweigung am LC-39-Beobachtungsportal. Die rechte Spur führt zum Pad LC-39A (abgebildet mit Vorlage: OV), während die linke Spur zum Pad LC-39B führt.

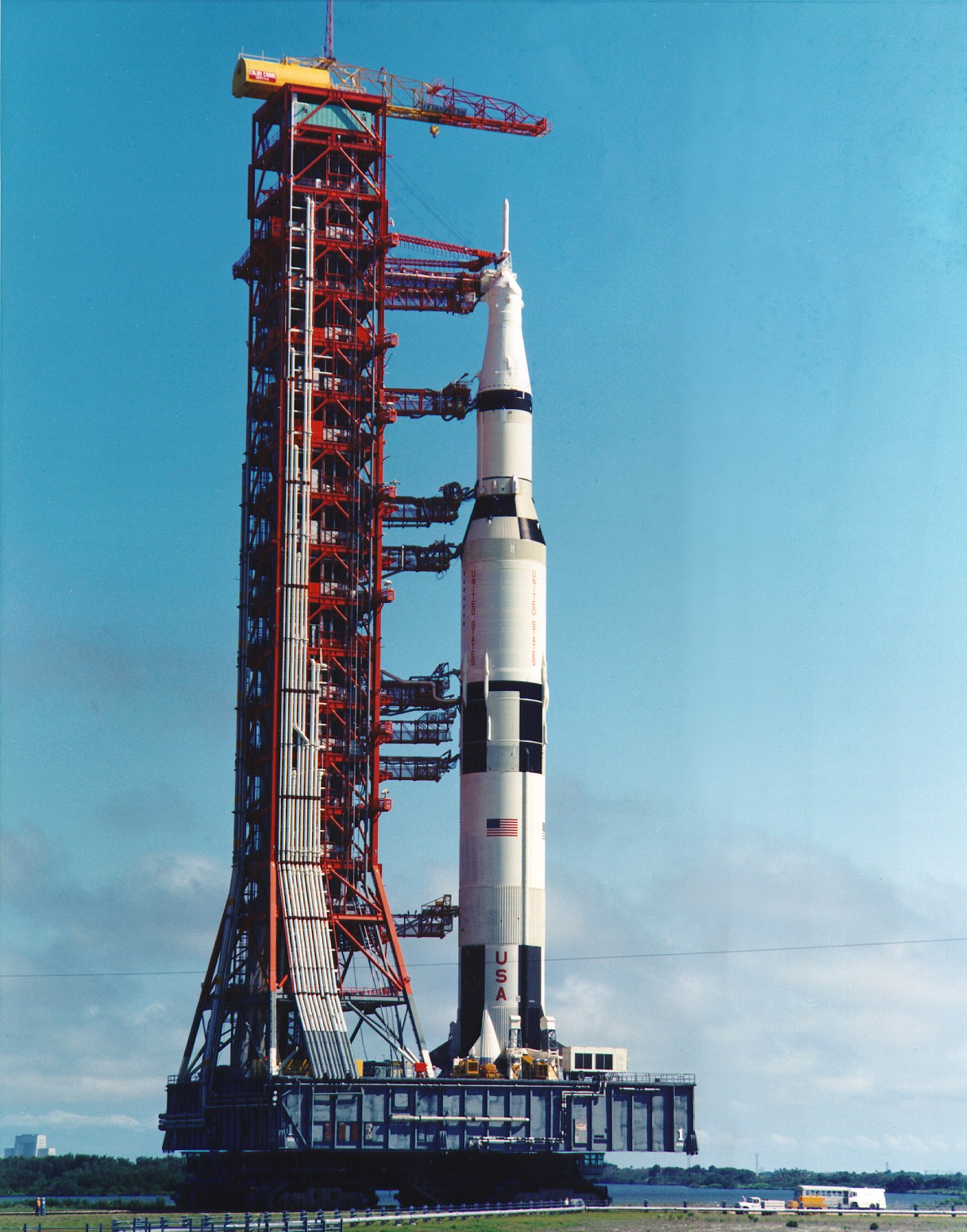
Eine Saturn-V mit Versorgungsturm auf einem MLP, darunter der Crawler
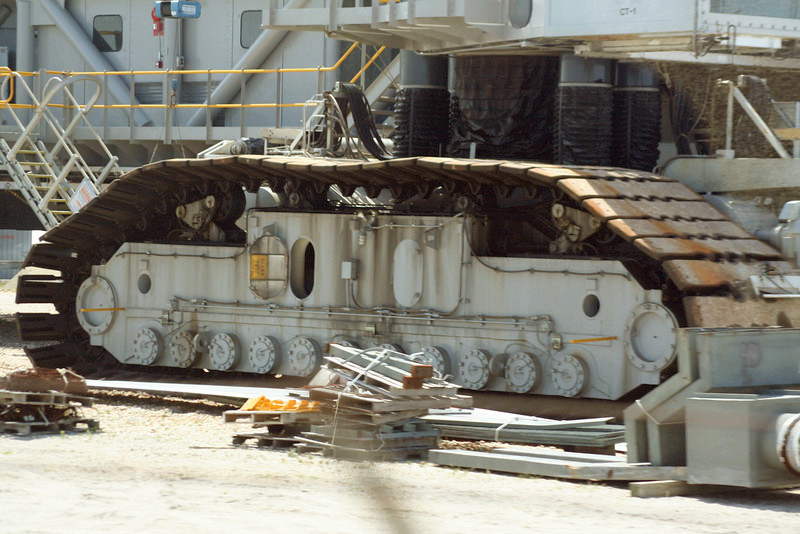
Ein Kettenlaufwerk eines Crawlers
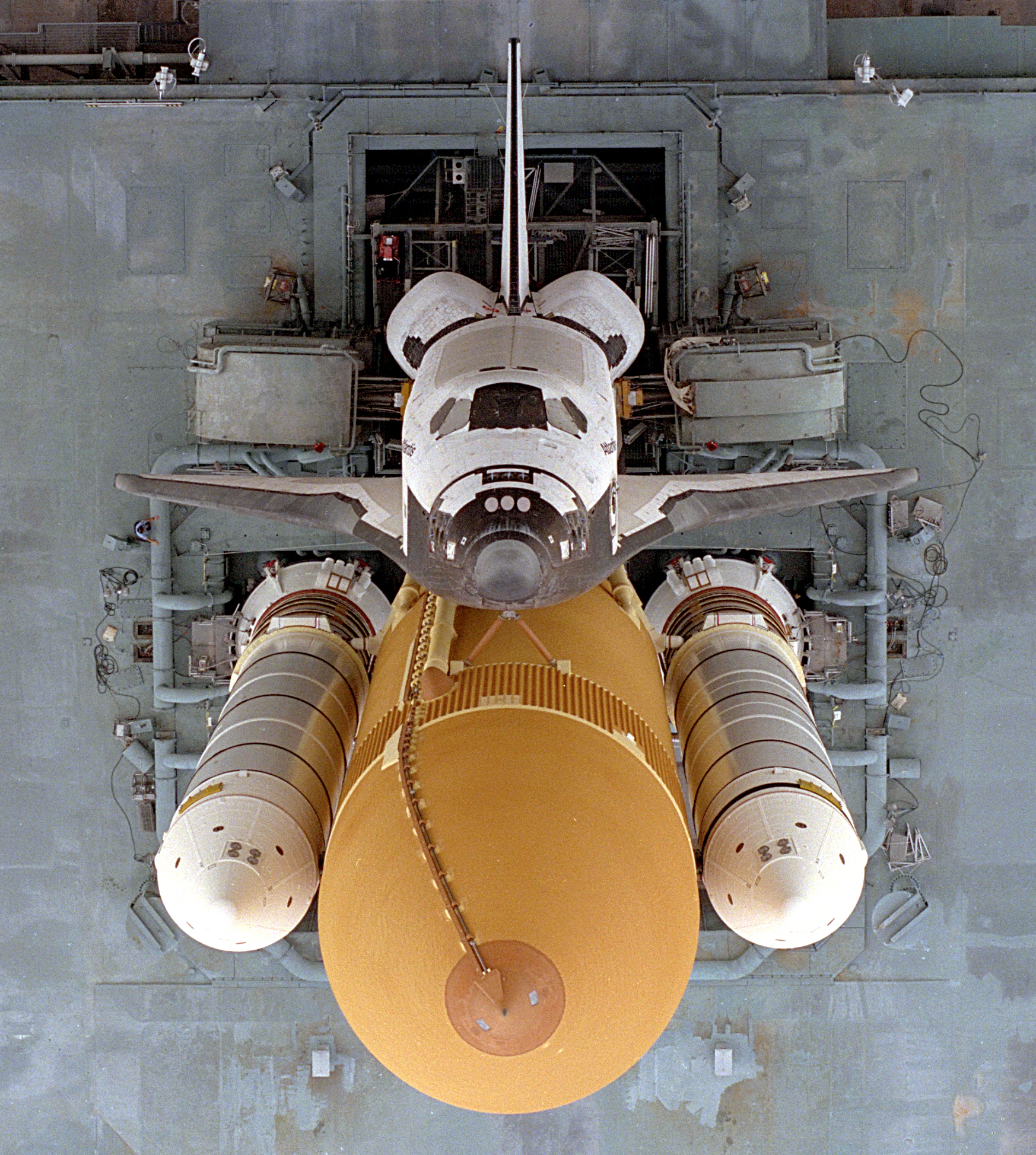
Space Shuttle Atlantis auf dem MLP, darunter kaum/nicht zu sehen der Crawler
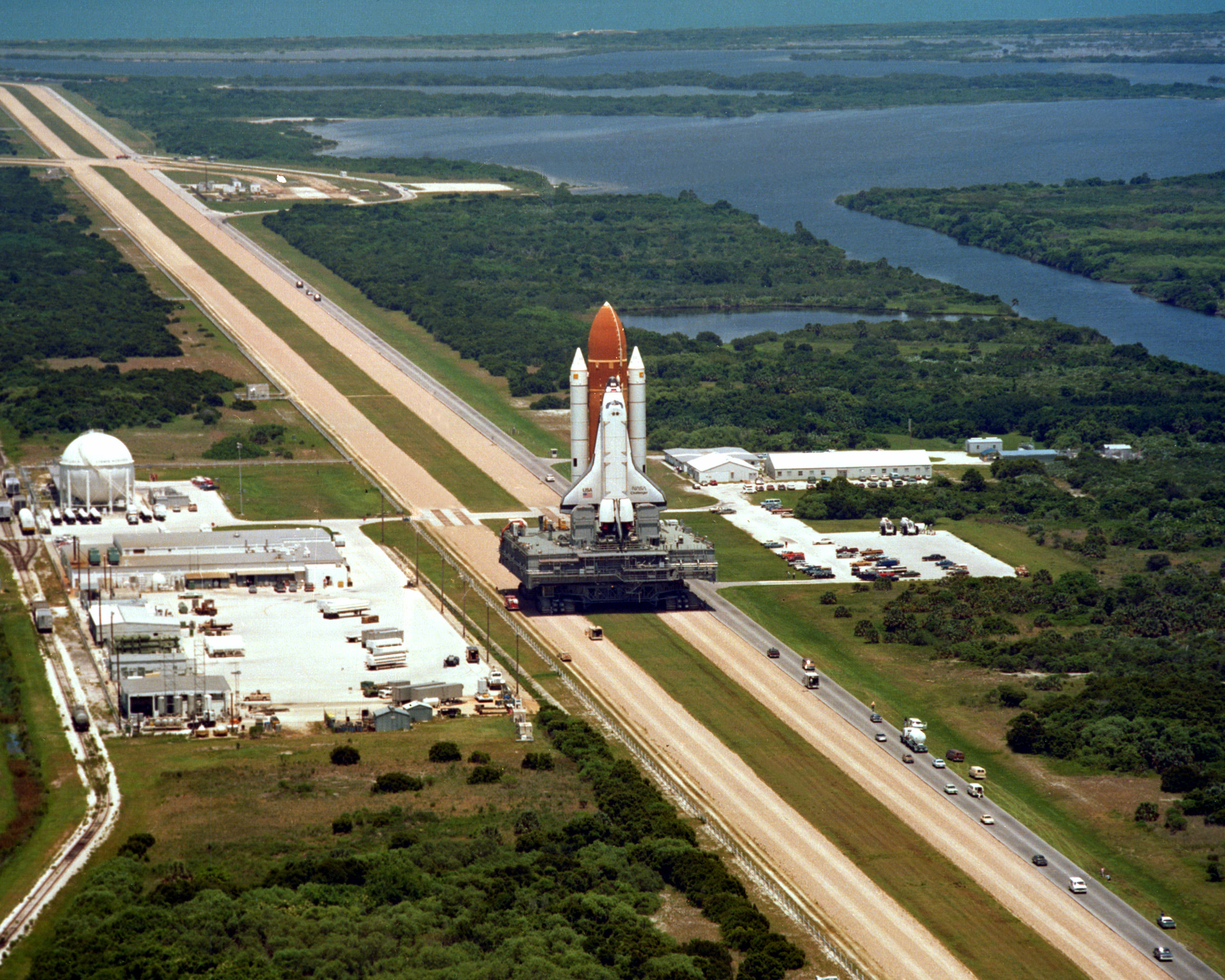
Ein Crawler mit Space Shuttle Challenger und MLP auf dem Weg zu seinem letzten Flug am 28. Januar 1986
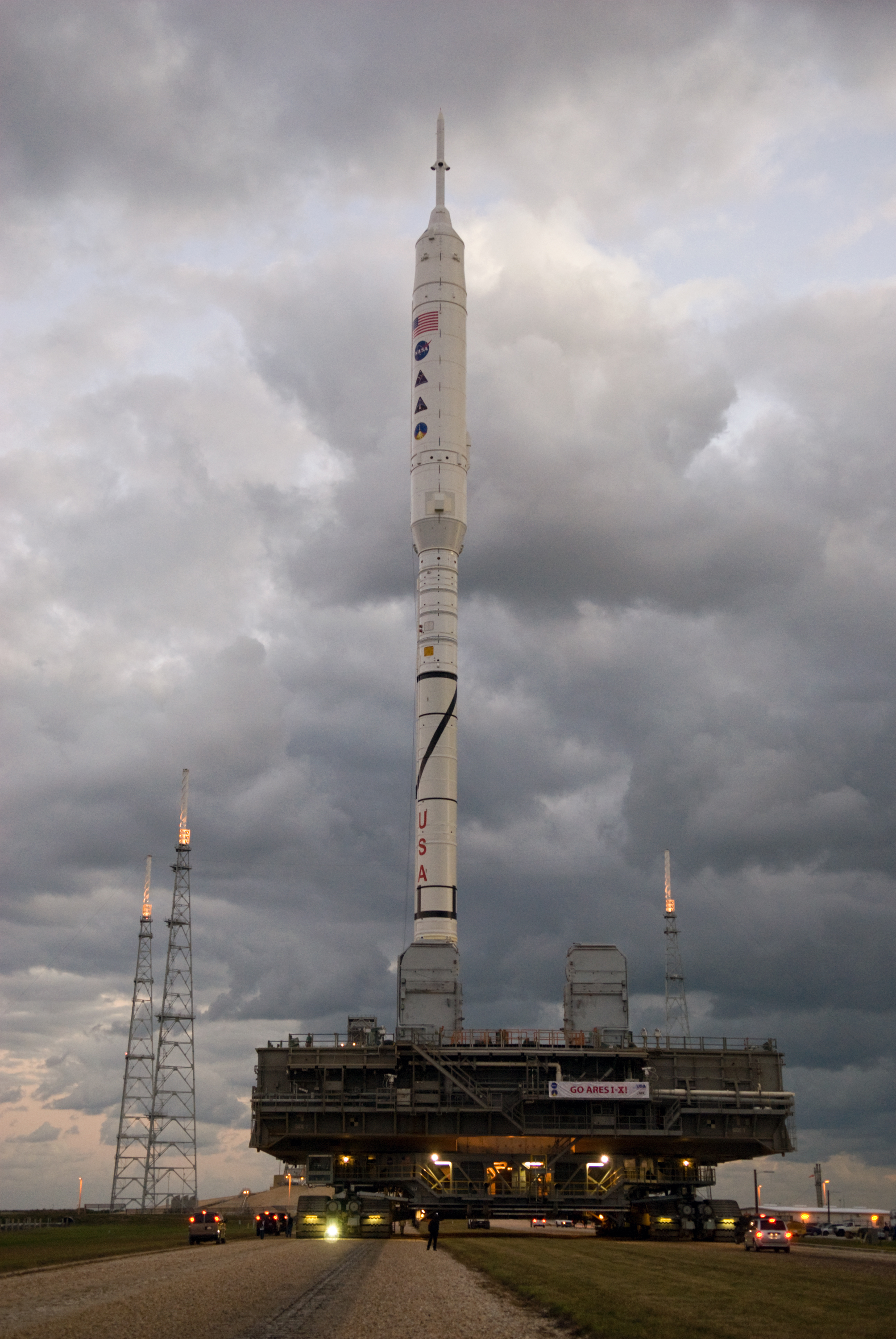
Rakete Ares I-X auf einem MLP, darunter der Crawler

## Rezeption
Die Crawler-Transporter erschienen bereits in einigen Fernsehserien und Filmen, beispielsweise in:
- der dritten Staffel von Dirty Jobs, dort hilft Host Mike Rowe den Arbeitern, einen Crawler-Transporter zu warten, und nimmt das Fahrzeug für eine kurze Fahrt mit.[16]
- Apollo 13, einem Filmdrama aus dem Jahr 1995
- dem Science-Fiction-Film Transformers: Dark of the Moon aus dem Jahr 2011
- dem Dokumentarfilm Apollo 11 aus dem Jahr 2019